# قائم‌مقام مدیریت و منابع وزیر امور خارجه
قائم‌مقام مدیریت و منابع وزیر امور خارجه (به انگلیسی: Deputy Secretary of State for Management and Resources) سومین مقام وزارت امور خارجه ایالات متحده آمریکا است. قائم‌مقام مدیریت و منابع وزیر همچنین دارای مسئولیت‌های گسترده‌ای برای نظارت و هماهنگی کمک‌های خارجی ایالات متحده و عملیات‌های دیپلماتیک در خارج از کشور است.

این جایگاه توسط کنگره در سال ۲۰۰۰ ایجاد شد. با این حال، این جایگاه تا سال ۲۰۰۹ پر نمی‌شد، تا زمانی که رئیس جمهور اوباما جک لو را به این سمت منصوب کرد.